# Llista de monuments dels Alts Pirineus
Llista de monuments dels Alts Pirineus (Migdia-Pirineus) registrats com a monuments històrics, bé catalogats d'interès nacional (classé) o bé inventariats d'interès regional (inscrit).
A data 31 de desembre de 2009, el departament dels Alts Pirineus comptava amb 173 monuments històrics, dels quals 48 són catalogats i 125 inventariats. La següent llista mostra les dades de la base Mérimée organitzada per municipis.
| Monument                                                                   | Prot. | Època                                                 | Localització                                        | Coordenades                                          | Codi?      | Imatge |
| -------------------------------------------------------------------------- | ----- | ----------------------------------------------------- | --------------------------------------------------- | ---------------------------------------------------- | ---------- | --- |
| Casa del segle xvi                                                         | Inv.  | Segle XVI                                             | Ancida                                              | 42° 52′ 24″ N, 0° 20′ 16″ E / 42.873415°N,0.337878°E | PA00095310 | Casa del segle xvi · Vegeu més fotos d'aquest monument · Carregueu una nova foto d'aquest monument                                             |
| Església Saint-Barthélémy                                                  | Inv.  | Segle XVIII                                           | Andrest                                             | 43° 18′ 58″ N, 0° 03′ 41″ E / 43.3161°N,0.06145°E    | PA00095311 | Església Saint-Barthélémy · Vegeu més fotos d'aquest monument · Carregueu una nova foto d'aquest monument                                      |
| Església des Templiers, o Capella-du-Plan                                  | Cat.  | Segles XII-XIII                                       | Aranhoet le Plan                                    | 42° 46′ 51″ N, 0° 11′ 42″ E / 42.78075°N,0.194889°E  | PA00095312 | Església des Templiers, o Capella-du-Plan · Vegeu més fotos d'aquest monument · Carregueu una nova foto d'aquest monument                      |
| Església                                                                   | Inv.  | Segle XVII                                            | Arcisans Avant                                      | 42° 59′ 18″ N, 0° 06′ 19″ O / 42.9883°N,0.10515°O    | PA00095313 | Església · Vegeu més fotos d'aquest monument · Carregueu una nova foto d'aquest monument                                                       |
| Institut climàtic                                                          | Inv.  | Segle XX                                              | Argelèrs de Gasòst                                  | 43° 00′ 09″ N, 0° 05′ 38″ O / 43.0025°N,0.094°O      | PA65000012 | Institut climàtic · Carregueu una nova foto d'aquest monument                                                                                  |
| Castell d'Ourout                                                           | Inv.  | Segles XV-XVI                                         | Argelèrs de Gasòst                                  | 43° 00′ 14″ N, 0° 06′ 07″ O / 43.0039°N,0.102°O      | PA00095314 | Castell d'Ourout · Carregueu una nova foto d'aquest monument                                                                                   |
| Església Saint-Felix                                                       | Inv.  | Segle XII                                             | Armentèula                                          | 42° 48′ 59″ N, 0° 24′ 47″ E / 42.8164°N,0.413°E      | PA00132681 | Església Saint-Felix · Vegeu més fotos d'aquest monument · Carregueu una nova foto d'aquest monument                                           |
| Túmul funerari                                                             | Inv.  | Edat del ferro; Edat del bronze                       | Arnèr la Glotte                                     | 43° 10′ 08″ N, 0° 28′ 58″ E / 43.169°N,0.4829°E      | PA00095316 | Carregueu una nova foto d'aquest monument |
| Túmul funerari                                                             | Inv.  | Edat del ferro; Edat del bronze                       | Arnèr Chourtigade                                   | 43° 10′ 03″ N, 0° 28′ 45″ E / 43.1674°N,0.4791°E     | PA00095315 | Carregueu una nova foto d'aquest monument |
| Església                                                                   | Inv.  | Segles XII-XVII                                       | Arràs                                               | 42° 59′ 27″ N, 0° 07′ 38″ O / 42.9909°N,0.1272°O     | PA00095317 | Església · Vegeu més fotos d'aquest monument · Carregueu una nova foto d'aquest monument                                                       |
| Casa de Saint-Exupère                                                      | Inv.  | Segle XVI                                             | Àrreu                                               | 42° 54′ 22″ N, 0° 21′ 32″ E / 42.906107°N,0.358947°E | PA00095322 | Casa de Saint-Exupère · Vegeu més fotos d'aquest monument · Carregueu una nova foto d'aquest monument                                          |
| Casa del segle xvi                                                         | Cat.  | Segle XVI                                             | Àrreu                                               | 42° 54′ 18″ N, 0° 21′ 32″ E / 42.905°N,0.358889°E    | PA00095321 | Casa del segle xvi · Vegeu més fotos d'aquest monument · Carregueu una nova foto d'aquest monument                                             |
| Església Saint-Exupère                                                     | Cat.  | Segle XV                                              | Àrreu                                               | 42° 54′ 21″ N, 0° 21′ 33″ E / 42.905972°N,0.359111°E | PA00095320 | Església Saint-Exupère · Vegeu més fotos d'aquest monument · Carregueu una nova foto d'aquest monument                                         |
| Església Notre-Dame                                                        | Inv.  | Segles XII-XIV                                        | Àrreu                                               | 42° 54′ 14″ N, 0° 21′ 38″ E / 42.903889°N,0.360556°E | PA00095319 | Església Notre-Dame · Vegeu més fotos d'aquest monument · Carregueu una nova foto d'aquest monument                                            |
| Castell de Camon o Castell des Nestes                                      | Inv.  | Segle XVII                                            | Àrreu                                               | 42° 54′ 24″ N, 0° 21′ 24″ E / 42.906667°N,0.356667°E | PA00095318 | Castell de Camon o Castell des Nestes · Vegeu més fotos d'aquest monument · Carregueu una nova foto d'aquest monument                          |
| Església d'Arrens                                                          | Inv.  | Segles XV-XVIII                                       | Arrens e Marçós                                     | 42° 57′ 22″ N, 0° 12′ 54″ O / 42.956167°N,0.214915°O | PA00095324 | Església d'Arrens · Vegeu més fotos d'aquest monument · Carregueu una nova foto d'aquest monument                                              |
| Capella de Pouey-Laün                                                      | Cat.  | Segles XII-XVII                                       | Arrens e Marçós                                     | 42° 57′ 02″ N, 0° 13′ 03″ O / 42.950521°N,0.217474°O | PA00095323 | Capella de Pouey-Laün · Vegeu més fotos d'aquest monument · Carregueu una nova foto d'aquest monument                                          |
| Església                                                                   | Inv.  | Segles XVI-XVIII                                      | Astèr                                               | 43° 02′ 29″ N, 0° 10′ 09″ E / 43.041442°N,0.169172°E | PA00095325 | Església · Vegeu més fotos d'aquest monument · Carregueu una nova foto d'aquest monument                                                       |
| Vestigis de torre                                                          | Inv.  | Segle XV                                              | Aucun                                               | 42° 58′ 27″ N, 0° 11′ 30″ O / 42.974203°N,0.191545°O | PA00095327 | Vestigis de torre · Carregueu una nova foto d'aquest monument                                                                                  |
| Església                                                                   | Cat.  | Segle XII                                             | Aucun                                               | 42° 58′ 25″ N, 0° 11′ 35″ O / 42.973506°N,0.192966°O | PA00095326 | Església · Vegeu més fotos d'aquest monument · Carregueu una nova foto d'aquest monument                                                       |
| Església                                                                   | Inv.  |                                                       | Aulon                                               | 42° 51′ 04″ N, 0° 17′ 49″ E / 42.851023°N,0.296899°E | PA00095446 | Església · Vegeu més fotos d'aquest monument · Carregueu una nova foto d'aquest monument                                                       |
| Villa Oustau                                                               | Inv.  | Segle XX                                              | Aurelhan 24 avenue Jean-Jaurès                      | 43° 14′ 12″ N, 0° 05′ 38″ E / 43.236667°N,0.093806°E | PA00132680 | Villa Oustau · Carregueu una nova foto d'aquest monument                                                                                       |
| Fàbrica blanca i fàbrica roja Oustau                                       | Inv.  | Segle xix                                             | Aurelhan 2 rue de la Tuilerie                       | 43° 14′ 06″ N, 0° 05′ 24″ E / 43.235003°N,0.090009°E | PA00132678 | Fàbrica blanca i fàbrica roja Oustau · Vegeu més fotos d'aquest monument · Carregueu una nova foto d'aquest monument                           |
| Església                                                                   | Cat.  | Segle XV                                              | Auriavath                                           | 43° 29′ 43″ N, 0° 05′ 17″ E / 43.495188°N,0.088153°E | PA00095328 | Església · Vegeu més fotos d'aquest monument · Carregueu una nova foto d'aquest monument                                                       |
| Gruta de Gargas                                                            | Cat.  | Prehistòria; Paleolític                               | Aventinhan                                          | 43° 03′ 19″ N, 0° 32′ 10″ E / 43.055278°N,0.536111°E | PA00095329 | Gruta de Gargas · Vegeu més fotos d'aquest monument · Carregueu una nova foto d'aquest monument                                                |
| Túmul funerari Puyo de l'Ardoun                                            | Inv.  | Edat del bronze; Edat del ferro                       | Avesac, Prat e era Hita l'Usine                     | 43° 05′ 10″ N, 0° 22′ 01″ E / 43.086°N,0.367°E       | PA00095332 | Carregueu una nova foto d'aquest monument |
| Túmul funerari                                                             | Inv.  | Edat del ferro                                        | Avesac, Prat e era Hita la Gare                     | 43° 05′ 01″ N, 0° 21′ 54″ E / 43.0835°N,0.3651°E     | PA00095331 | Carregueu una nova foto d'aquest monument |
| Túmul funerari                                                             | Cat.  | Edat del bronze; Edat del ferro                       | Avesac, Prat e era Hita l'Estaque                   | 43° 04′ 33″ N, 0° 21′ 21″ E / 43.0757°N,0.3557°E     | PA00095330 | Túmul funerari · Carregueu una nova foto d'aquest monument                                                                                     |
| Casa                                                                       | Inv.  | Segle XVIII                                           | Asereish rue des Pyrénées                           | 43° 12′ 26″ N, 0° 00′ 33″ O / 43.20726°N,0.009061°O  | PA00095335 | Casa · Vegeu més fotos d'aquest monument · Carregueu una nova foto d'aquest monument                                                           |
| Antic safareig                                                             | Inv.  |                                                       | Asereish                                            | 43° 12′ 34″ N, 0° 00′ 40″ O / 43.209528°N,0.011086°O | PA00095334 | Antic safareig · Carregueu una nova foto d'aquest monument                                                                                     |
| Església                                                                   | Inv.  | Segle XVI                                             | Asereish                                            | 43° 12′ 35″ N, 0° 00′ 39″ O / 43.209844°N,0.010793°O | PA00095333 | Església · Vegeu més fotos d'aquest monument · Carregueu una nova foto d'aquest monument                                                       |
| Església                                                                   | Inv.  | Segle XII                                             | Àdet                                                | 42° 48′ 39″ N, 0° 21′ 08″ E / 42.810754°N,0.352281°E | PA00135468 | Església · Vegeu més fotos d'aquest monument · Carregueu una nova foto d'aquest monument                                                       |
| Antiga església Saint-Jean                                                 | Inv.  | Segle XIII                                            | Banhèras de Bigòrra rue Saint-Jean; rue des Thermes | 43° 03′ 47″ N, 0° 08′ 52″ E / 43.063023°N,0.147661°E | PA00095336 | Antiga església Saint-Jean · Vegeu més fotos d'aquest monument · Carregueu una nova foto d'aquest monument                                     |
| Maison d'Uzer                                                              | Inv.  | Segles XVII-XVIII                                     | Banhèras de Bigòrra 1 place d'Uzer                  | 43° 03′ 47″ N, 0° 08′ 47″ E / 43.06299°N,0.14651°E   | PA00095339 | Maison d'Uzer · Carregueu una nova foto d'aquest monument                                                                                      |
| Antiga Maison de Jeanne d'Albret                                           | Inv.  | Segle XVI                                             | Banhèras de Bigòrra 5 rue du Vieux-Moulin           | 43° 03′ 50″ N, 0° 08′ 55″ E / 43.06384°N,0.148699°E  | PA00095338 | Antiga Maison de Jeanne d'Albret · Carregueu una nova foto d'aquest monument                                                                   |
| Torre des Jacobins                                                         | Cat.  | Segles XIV-XV                                         | Banhèras de Bigòrra                                 | 43° 03′ 51″ N, 0° 08′ 54″ E / 43.064177°N,0.148455°E | PA00095340 | Torre des Jacobins · Vegeu més fotos d'aquest monument · Carregueu una nova foto d'aquest monument                                             |
| Església Saint-Vincent                                                     | Cat.  | Segles XIV-XV                                         | Banhèras de Bigòrra                                 | 43° 03′ 55″ N, 0° 09′ 00″ E / 43.065349°N,0.150123°E | PA00095337 | Església Saint-Vincent · Vegeu més fotos d'aquest monument · Carregueu una nova foto d'aquest monument                                         |
| Maison Latour                                                              | Inv.  | Segles XVI-XVII                                       | La Barta de Nestés R.N. 129                         | 43° 04′ 53″ N, 0° 23′ 00″ E / 43.081278°N,0.383443°E | PA00095341 | Carregueu una nova foto d'aquest monument |
| Cleda Sainte-Bernadette                                                    | Inv.  | Segle xix                                             | Bartrés                                             | 43° 07′ 10″ N, 0° 02′ 53″ O / 43.119326°N,0.04799°O  | PA00135469 | Carregueu una nova foto d'aquest monument |
| Túmul funerari de la Halliade                                              | Cat.  | Neolític; Edat del ferro; Edat del bronze; Calcolític | Bartrés les Landes                                  | 43° 08′ 52″ N, 0° 03′ 42″ O / 43.1479°N,0.0617°O     | PA00095343 | Túmul funerari de la Halliade · Carregueu una nova foto d'aquest monument                                                                      |
| Dolmen                                                                     | Cat.  |                                                       | Bartrés                                             | 43° 09′ 22″ N, 0° 03′ 58″ O / 43.1561°N,0.0662°O     | PA00095342 | Dolmen · Carregueu una nova foto d'aquest monument                                                                                             |
| Casal de Bazet                                                             | Inv.  | Segle XVIII                                           | Badèth 13 rue de l'Eglise                           | 43° 17′ 28″ N, 0° 04′ 44″ E / 43.290979°N,0.078771°E | PA65000002 | Carregueu una nova foto d'aquest monument |
| Església Saint-Michel                                                      | Inv.  | Segle XVI                                             | Badús                                               | 42° 51′ 23″ N, 0° 21′ 01″ E / 42.856423°N,0.350221°E | PA65000009 | Església Saint-Michel · Vegeu més fotos d'aquest monument · Carregueu una nova foto d'aquest monument                                          |
| Casal de Cohitte                                                           | Inv.  | Segle XVII                                            | Beucens                                             | 42° 59′ 01″ N, 0° 03′ 37″ O / 42.983714°N,0.060285°O | PA65000006 | Carregueu una nova foto d'aquest monument |
| Restes del castell                                                         | Inv.  | Segle XIV                                             | Beucens                                             | 42° 58′ 19″ N, 0° 03′ 35″ O / 42.971833°N,0.059639°O | PA00095344 | Restes del castell · Vegeu més fotos d'aquest monument · Carregueu una nova foto d'aquest monument                                             |
| Església Saint-Martin                                                      | Cat.  | Segles XV-XVI                                         | Beudian                                             | 43° 01′ 44″ N, 0° 09′ 59″ E / 43.0288°N,0.1665°E     | PA00095345 | Església Saint-Martin · Vegeu més fotos d'aquest monument · Carregueu una nova foto d'aquest monument                                          |
| Capella Saint-Brice                                                        | Inv.  | Segles XII-XIV                                        | Bèthvéser                                           | 43° 17′ 53″ N, 0° 33′ 00″ E / 43.298034°N,0.549933°E | PA00095348 | Carregueu una nova foto d'aquest monument |
| Dolmen                                                                     | Cat.  | Neolític                                              | Bisa Col de Bouchère                                | 43° 02′ 36″ N, 0° 26′ 40″ E / 43.0432°N,0.4445°E     | PA00095349 | Carregueu una nova foto d'aquest monument |
| Abadia de l'Escaladieu                                                     | Cat.  | Segles XII-XVII                                       | Bonamason                                           | 43° 06′ 36″ N, 0° 15′ 25″ E / 43.11°N,0.25694°E      | PA00095350 | Abadia de l'Escaladieu · Vegeu més fotos d'aquest monument · Carregueu una nova foto d'aquest monument                                         |
| Església d'Ilhan                                                           | Inv.  | Segles XII-XVI                                        | Bordèras de Loron                                   | 42° 52′ 26″ N, 0° 23′ 04″ E / 42.873896°N,0.384347°E | PA00095353 | Església d'Ilhan · Vegeu més fotos d'aquest monument · Carregueu una nova foto d'aquest monument                                               |
| Església Notre-Dame                                                        | Cat.  | Segles XIII-XVI                                       | Borisp                                              | 42° 49′ 42″ N, 0° 20′ 20″ E / 42.828223°N,0.339007°E | PA00095354 | Església Notre-Dame · Vegeu més fotos d'aquest monument · Carregueu una nova foto d'aquest monument                                            |
| Església de Silhen                                                         | Inv.  | Segles XI-XII                                         | Bòr e Silhen                                        | 43° 00′ 46″ N, 0° 04′ 44″ O / 43.012806°N,0.079°O    | PA00095352 | Església de Silhen · Vegeu més fotos d'aquest monument · Carregueu una nova foto d'aquest monument                                             |
| Església Saint-Barthélémy de Bòr                                           | Inv.  | Segles XII-XVIII                                      | Bòr e Silhen                                        | 43° 01′ 25″ N, 0° 04′ 05″ O / 43.023639°N,0.068194°O | PA00095351 | Església Saint-Barthélémy de Bòr · Vegeu més fotos d'aquest monument · Carregueu una nova foto d'aquest monument                               |
| Església Saint-Barthélémy                                                  | Inv.  | Segle XII                                             | Brauvaca                                            | 42° 58′ 41″ N, 0° 34′ 26″ E / 42.978°N,0.573944°E    | PA00095447 | Església Saint-Barthélémy · Vegeu més fotos d'aquest monument · Carregueu una nova foto d'aquest monument                                      |
| Vestigis del castell dels Comtes de Comminges                              | Inv.  |                                                       | Brauvaca                                            | 42° 58′ 33″ N, 0° 34′ 27″ E / 42.975972°N,0.574222°E | PA00095355 | Vestigis del castell dels Comtes de Comminges · Vegeu més fotos d'aquest monument · Carregueu una nova foto d'aquest monument                  |
| Església, excepte el campanar aïllat modern                                | Inv.  | Segles XII-XIII                                       | Benac                                               | 43° 09′ 14″ N, 0° 01′ 31″ E / 43.153939°N,0.025148°E | PA00095347 | Església, excepte el campanar aïllat modern · Vegeu més fotos d'aquest monument · Carregueu una nova foto d'aquest monument                    |
| Capella de Penetailhade                                                    | Inv.  | Segle XVI                                             | Cadiac                                              | 42° 53′ 19″ N, 0° 20′ 55″ E / 42.888611°N,0.348611°E | PA00095356 | Capella de Penetailhade · Vegeu més fotos d'aquest monument · Carregueu una nova foto d'aquest monument                                        |
| Castell                                                                    | Inv.  | Segle XVII                                            | Camalèrs                                            | 43° 21′ 34″ N, 0° 04′ 25″ E / 43.359404°N,0.073616°E | PA65000007 | Carregueu una nova foto d'aquest monument |
| Llotja                                                                     | Inv.  | Segle XVI                                             | Campan                                              | 43° 01′ 02″ N, 0° 10′ 37″ E / 43.017297°N,0.176859°E | PA00095359 | Llotja · Vegeu més fotos d'aquest monument · Carregueu una nova foto d'aquest monument                                                         |
| Església Notre-Dame-de-l'Assomption de Sainte-Marie-de-Campan              | Inv.  | Segle XVIII                                           | Campan                                              | 42° 59′ 05″ N, 0° 13′ 38″ E / 42.984758°N,0.227172°E | PA00095358 | Església Notre-Dame-de-l'Assomption de Sainte-Marie-de-Campan · Vegeu més fotos d'aquest monument · Carregueu una nova foto d'aquest monument  |
| Església parroquial i restes del claustre                                  | Cat.  | Segles XVI-XVII                                       | Campan                                              | 43° 01′ 00″ N, 0° 10′ 37″ E / 43.016795°N,0.177037°E | PA00095357 | Església parroquial i restes del claustre · Vegeu més fotos d'aquest monument · Carregueu una nova foto d'aquest monument                      |
| Dos túmuls funeraris d'Arioulès de Chourrine i tres túmuls dits Tres Puyos | Cat.  | Edat del bronze; Edat del ferro                       | Campistrons Arioulès de Chourrine                   | 43° 07′ 45″ N, 0° 21′ 56″ E / 43.1291°N,0.3656°E     | PA00095360 | Carregueu una nova foto d'aquest monument |
| Església de Capvèrn                                                        | Inv.  | Segle XX                                              | Capvèrn                                             | 43° 07′ 16″ N, 0° 18′ 28″ E / 43.121055°N,0.307690°E | PA65000010 | Església de Capvèrn · Carregueu una nova foto d'aquest monument                                                                                |
| Església                                                                   | Inv.  | Segle XV                                              | Castèthnau de Manhoac                               | 43° 17′ 42″ N, 0° 30′ 25″ E / 43.295074°N,0.506836°E | PA00095361 | Església · Vegeu més fotos d'aquest monument · Carregueu una nova foto d'aquest monument                                                       |
| Domaine de Laborie                                                         | Inv.  | Segle xix                                             | Castèthnau de Ribèra Baisha la Tyre                 | 43° 34′ 44″ N, 0° 03′ 34″ O / 43.578858°N,0.059432°O | PA00095452 | Carregueu una nova foto d'aquest monument |
| Església de Mazères                                                        | Cat.  | Segles XII-XV                                         | Castèthnau de Ribèra Baisha                         | 43° 34′ 50″ N, 0° 00′ 35″ O / 43.580519°N,0.009795°O | PA00095364 | Església de Mazères · Vegeu més fotos d'aquest monument · Carregueu una nova foto d'aquest monument                                            |
| Església                                                                   | Inv.  | Segles XV-XVI                                         | Castèthnau de Ribèra Baisha la Ville                | 43° 34′ 49″ N, 0° 01′ 34″ O / 43.580247°N,0.026146°O | PA00095363 | Església · Vegeu més fotos d'aquest monument · Carregueu una nova foto d'aquest monument                                                       |
| Castell de Montus                                                          | Inv.  |                                                       | Castèthnau de Ribèra Baisha                         | 43° 34′ 08″ N, 0° 01′ 31″ O / 43.56891°N,0.025223°O  | PA00095362 | Carregueu una nova foto d'aquest monument |
| Antic Hôtel d'Angleterre                                                   | Inv.  | Segle xix                                             | Cautarés 1 boulevard Latapie-Flurin                 | 42° 53′ 19″ N, 0° 06′ 57″ O / 42.888556°N,0.115917°O | PA00095366 | Antic Hôtel d'Angleterre · Vegeu més fotos d'aquest monument · Carregueu una nova foto d'aquest monument                                       |
| Edifici Continental Résidence                                              | Inv.  | Segle xix                                             | Cautarés 5 boulevard Latapie-Flurin                 | 42° 53′ 21″ N, 0° 06′ 58″ O / 42.889278°N,0.116194°O | PA00095367 | Edifici Continental Résidence · Vegeu més fotos d'aquest monument · Carregueu una nova foto d'aquest monument                                  |
| Antiga estació                                                             | Inv.  | Segle xix                                             | Cautarés                                            | 42° 53′ 33″ N, 0° 06′ 50″ O / 42.8925°N,0.11389°O    | PA00095365 | Antiga estació · Vegeu més fotos d'aquest monument · Carregueu una nova foto d'aquest monument                                                 |
| Església Saint-Calixte i el seu cementiri                                  | Cat.  | Segles XII-XIII                                       | Cadau, Hereishet, Anèra e Camors                    | 42° 49′ 55″ N, 0° 25′ 25″ E / 42.8319°N,0.4235°E     | PA00095368 | Església Saint-Calixte i el seu cementiri · Vegeu més fotos d'aquest monument · Carregueu una nova foto d'aquest monument                      |
| Colomar                                                                    | Inv.  | Segle XVIII                                           | Shèsa                                               | 42° 54′ 25″ N, 0° 01′ 46″ O / 42.907015°N,0.029577°O | PA65000016 | Colomar · Carregueu una nova foto d'aquest monument                                                                                            |
| Capella Notre-Dame-de-Roumé                                                | Inv.  | Segles XVI-XVII                                       | Ciutat                                              | 43° 06′ 42″ N, 0° 12′ 38″ E / 43.111666°N,0.210523°E | PA00095369 | Capella Notre-Dame-de-Roumé · Vegeu més fotos d'aquest monument · Carregueu una nova foto d'aquest monument                                    |
| Església de Cèra                                                           | Cat.  | Segle XII                                             | Esquiesa e Cèra                                     | 42° 52′ 44″ N, 0° 00′ 25″ O / 42.878889°N,0.007056°O | PA00095371 | Església de Cèra · Vegeu més fotos d'aquest monument · Carregueu una nova foto d'aquest monument                                               |
| Església d'Esquiesa                                                        | Inv.  |                                                       | Esquiesa e Cèra                                     | 42° 52′ 39″ N, 0° 00′ 13″ O / 42.877501°N,0.003514°O | PA00095370 | Església d'Esquiesa · Vegeu més fotos d'aquest monument · Carregueu una nova foto d'aquest monument                                            |
| Antiga porta de vila                                                       | Inv.  |                                                       | Galan                                               | 43° 13′ 19″ N, 0° 24′ 23″ E / 43.221975°N,0.406381°E | PA00095374 | Antiga porta de vila · Carregueu una nova foto d'aquest monument                                                                               |
| Ajuntament-llotja                                                          | Inv.  | Segle xix                                             | Galan                                               | 43° 13′ 21″ N, 0° 24′ 24″ E / 43.22262°N,0.406623°E  | PA00095373 | Ajuntament-llotja · Carregueu una nova foto d'aquest monument                                                                                  |
| Església                                                                   | Inv.  | Segles XIV-XV                                         | Galan                                               | 43° 13′ 20″ N, 0° 24′ 26″ E / 43.222108°N,0.407122°E | PA00095372 | Església · Vegeu més fotos d'aquest monument · Carregueu una nova foto d'aquest monument                                                       |
| Castell                                                                    | Inv.  | Segle XVIII                                           | Gardèras                                            | 43° 16′ 49″ N, 0° 06′ 41″ O / 43.280402°N,0.111395°O | PA65000003 | Castell · Carregueu una nova foto d'aquest monument                                                                                            |
| Església de Gavarnia                                                       | Inv.  | Segle XIV                                             | Gavarnia                                            | 42° 43′ 57″ N, 0° 00′ 38″ O / 42.732389°N,0.010556°O | PA65000005 | Església de Gavarnia · Vegeu més fotos d'aquest monument · Carregueu una nova foto d'aquest monument                                           |
| Església                                                                   | Inv.  | Segle XII                                             | Geu                                                 | 43° 02′ 28″ N, 0° 03′ 03″ O / 43.0411°N,0.050742°O   | PA00095375 | Església · Vegeu més fotos d'aquest monument · Carregueu una nova foto d'aquest monument                                                       |
| Capella Saint-Etienne                                                      | Inv.  | Segle XII                                             | Guaus                                               | 42° 51′ 53″ N, 0° 21′ 35″ E / 42.864842°N,0.35984°E  | PA00135707 | Capella Saint-Etienne · Vegeu més fotos d'aquest monument · Carregueu una nova foto d'aquest monument                                          |
| Església Saint-Martin                                                      | Inv.  | Segles XII-XVII                                       | Gralhen                                             | 42° 50′ 49″ N, 0° 21′ 39″ E / 42.846894°N,0.360743°E | PA00095376 | Església Saint-Martin · Vegeu més fotos d'aquest monument · Carregueu una nova foto d'aquest monument                                          |
| Església                                                                   | Inv.  | Segles XIV-XV                                         | Gushen                                              | 42° 51′ 47″ N, 0° 20′ 19″ E / 42.863111°N,0.338639°E | PA00095377 | Església · Vegeu més fotos d'aquest monument · Carregueu una nova foto d'aquest monument                                                       |
| Zona arqueològica d'Hagedèth                                               | Inv.  | Segles XI-XII                                         | Hagedèth                                            | 43° 31′ 06″ N, 0° 01′ 55″ O / 43.518299°N,0.032068°O | PA65000004 | Zona arqueològica d'Hagedèth · Carregueu una nova foto d'aquest monument                                                                       |
| Castell                                                                    | Inv.  | Segles XV-XVI                                         | Hòrgas                                              | 43° 11′ 20″ N, 0° 05′ 24″ E / 43.188784°N,0.090071°E | PA00095378 | Carregueu una nova foto d'aquest monument |
| Oppidum del Casterat                                                       | Inv.  |                                                       | Ibòs Barnières                                      | 43° 14′ 03″ N, 0° 01′ 06″ O / 43.2341°N,0.0183°O     | PA00095380 | Carregueu una nova foto d'aquest monument |
| Església parroquial Saint-Laurent                                          | Cat.  | Segles XIV-XV                                         | Ibòs                                                | 43° 14′ 00″ N, 0° 00′ 08″ E / 43.233333°N,0.00222°E  | PA00095379 | Església parroquial Saint-Laurent · Vegeu més fotos d'aquest monument · Carregueu una nova foto d'aquest monument                              |
| Església Saint-Pierre                                                      | Inv.  | Segles XII-XVIII                                      | Julòs                                               | 43° 07′ 19″ N, 0° 00′ 19″ E / 43.122°N,0.0054°E      | PA00095382 | Església Saint-Pierre · Vegeu més fotos d'aquest monument · Carregueu una nova foto d'aquest monument                                          |
| Església Notre-Dame o Saint-Laurent                                        | Cat.  | Segles XII-XVI                                        | Gèdeu                                               | 42° 54′ 05″ N, 0° 22′ 51″ E / 42.901337°N,0.380879°E | PA00095381 | Església Notre-Dame o Saint-Laurent · Vegeu més fotos d'aquest monument · Carregueu una nova foto d'aquest monument                            |
| Gruta d'Era Bastida o dels Chevaux                                         | Cat.  | Prehistòria                                           | Era Bastida Laspugue                                | 43° 01′ 58″ N, 0° 20′ 45″ E / 43.0328°N,0.3458°E     | PA00095383 | Gruta d'Era Bastida o dels Chevaux · Vegeu més fotos d'aquest monument · Carregueu una nova foto d'aquest monument                             |
| Castell de l'Abatut                                                        | Inv.  | Segles XIV-XVI                                        | L'Abatut                                            | 43° 31′ 28″ N, 0° 01′ 52″ E / 43.524379°N,0.031229°E | PA00095384 | Castell de l'Abatut · Carregueu una nova foto d'aquest monument                                                                                |
| Castell                                                                    | Inv.  | Segle xix                                             | La Lobèra                                           | 43° 12′ 31″ N, 0° 04′ 21″ E / 43.208673°N,0.072479°E | PA00135470 | Carregueu una nova foto d'aquest monument |
| Viaducte de Lanespeda                                                      | Inv.  | Segle xix                                             | Lanespeda, Begòla i Perèr                           | 43° 09′ 42″ N, 0° 16′ 47″ E / 43.161789°N,0.279851°E | PA00095386 | Viaducte de Lanespeda · Carregueu una nova foto d'aquest monument                                                                              |
| Túmul funerari T1 i T2                                                     | Inv.  | Edat del ferro; Edat del bronze                       | Lanamesa Puzo Pelat                                 | 43° 06′ 26″ N, 0° 25′ 00″ E / 43.1072°N,0.4166°E     | PA00095388 | Carregueu una nova foto d'aquest monument |
| Església                                                                   | Inv.  | Segle XIII                                            | Lanamesa                                            | 43° 07′ 38″ N, 0° 23′ 05″ E / 43.127222°N,0.384778°E | PA00095387 | Església · Vegeu més fotos d'aquest monument · Carregueu una nova foto d'aquest monument                                                       |
| Església                                                                   | Inv.  | Segles XII-XIV                                        | Lançon                                              | 42° 53′ 05″ N, 0° 22′ 03″ E / 42.884789°N,0.367452°E | PA00095385 | Església · Vegeu més fotos d'aquest monument · Carregueu una nova foto d'aquest monument                                                       |
| Església Saint-Orens                                                       | Inv.  | Segle XI                                              | La Reula                                            | 43° 26′ 44″ N, 0° 01′ 01″ E / 43.445428°N,0.016919°E | PA00132679 | Església Saint-Orens · Vegeu més fotos d'aquest monument · Carregueu una nova foto d'aquest monument                                           |
| Església Saint-Saturnin                                                    | Inv.  | Segles XV-XVI                                         | Lobajac                                             | 43° 08′ 02″ N, 0° 04′ 50″ O / 43.134°N,0.0806°O      | PA00095389 | Església Saint-Saturnin · Vegeu més fotos d'aquest monument · Carregueu una nova foto d'aquest monument                                        |
| Torre de Gavarnie                                                          | Inv.  | Segle XIV                                             | Lorda rue Gavarnie                                  | 43° 05′ 42″ N, 0° 02′ 53″ O / 43.094878°N,0.048183°O | PA00095390 | Torre de Gavarnie · Vegeu més fotos d'aquest monument · Carregueu una nova foto d'aquest monument                                              |
| Finca del santuari de Lorda                                                | Inv.  | Segle xix                                             | Lorda boulevard de la Gruta                         | 43° 05′ 51″ N, 0° 03′ 27″ O / 43.097486°N,0.057519°O | PA00135471 | Finca del santuari de Lorda · Vegeu més fotos d'aquest monument · Carregueu una nova foto d'aquest monument                                    |
| Antic forn de calç                                                         | Inv.  | Segle xix                                             | Lorda 34, 42 avenue Maréchal-Foch                   | 43° 05′ 26″ N, 0° 02′ 49″ O / 43.09051°N,0.04699°O   | PA00095448 | Antic forn de calç · Carregueu una nova foto d'aquest monument                                                                                 |
| Castell fort                                                               | Cat.  | Segles XI-XIV                                         | Lorda                                               | 43° 05′ 48″ N, 0° 02′ 57″ O / 43.09667°N,0.04917°O   | PA00135708 | Castell fort · Vegeu més fotos d'aquest monument · Carregueu una nova foto d'aquest monument                                                   |
| Església                                                                   | Inv.  |                                                       | Luc                                                 | 43° 09′ 23″ N, 0° 10′ 41″ E / 43.156266°N,0.178088°E | PA00095391 | Església · Vegeu més fotos d'aquest monument · Carregueu una nova foto d'aquest monument                                                       |
| Maison Druène                                                              | Inv.  | Segle XVIII                                           | Lus e Sent Sauvaire rue de Barèges                  | 42° 52′ 21″ N, 0° 00′ 06″ O / 42.872406°N,0.001663°O | PA00125610 | Maison Druène · Carregueu una nova foto d'aquest monument                                                                                      |
| Termes de Sent Sauvaire                                                    | Inv.  | Segle xix                                             | Lus e Sent Sauvaire                                 | 42° 51′ 49″ N, 0° 00′ 40″ O / 42.863694°N,0.011111°O | PA00095394 | Termes de Sent Sauvaire · Vegeu més fotos d'aquest monument · Carregueu una nova foto d'aquest monument                                        |
| Església dels Templiers                                                    | Cat.  | Segles XI-XIII                                        | Lus e Sent Sauvaire                                 | 42° 52′ 18″ N, 0° 00′ 12″ O / 42.871558°N,0.003297°O | PA00095393 | Església dels Templiers · Vegeu més fotos d'aquest monument · Carregueu una nova foto d'aquest monument                                        |
| Restes del castell de Sainte-Marie                                         | Inv.  | Segle XIV                                             | Lus e Sent Sauvaire                                 | 42° 52′ 33″ N, 0° 00′ 03″ E / 42.875761°N,0.000708°E | PA00095392 | Restes del castell de Sainte-Marie · Vegeu més fotos d'aquest monument · Carregueu una nova foto d'aquest monument                             |
| Església Sainte-Marie                                                      | Cat.  | Segle XI                                              | Madiran                                             | 43° 33′ 02″ N, 0° 03′ 35″ O / 43.5506°N,0.0596°O     | PA00095395 | Església Sainte-Marie · Vegeu més fotos d'aquest monument · Carregueu una nova foto d'aquest monument                                          |
| Castell                                                                    | Inv.  | Segles XVIII-XIX                                      | Mauborguet                                          | 43° 28′ 04″ N, 0° 02′ 32″ E / 43.467711°N,0.042261°E | PA00135472 | Carregueu una nova foto d'aquest monument |
| Església de l'Assomption                                                   | Cat.  | Segles XI-XII                                         | Mauborguet                                          | 43° 28′ 13″ N, 0° 02′ 06″ E / 43.470203°N,0.03508°E  | PA00095397 | Església de l'Assomption · Vegeu més fotos d'aquest monument · Carregueu una nova foto d'aquest monument                                       |
| Domaine de Saint-Girons                                                    | Inv.  |                                                       | Mauborguet                                          | 43° 27′ 21″ N, 0° 02′ 43″ E / 43.4557°N,0.0453°E     | PA00095396 | Domaine de Saint-Girons · Carregueu una nova foto d'aquest monument                                                                            |
| Castell i torre de Gaston Phoebus                                          | Inv.  | Segles XIII-XIV                                       | Mauvesin                                            | 43° 07′ 07″ N, 0° 16′ 35″ E / 43.11861°N,0.27639°E   | PA00095398 | Castell i torre de Gaston Phoebus · Vegeu més fotos d'aquest monument · Carregueu una nova foto d'aquest monument                              |
| Església Notre-Dame                                                        | Inv.  | Segle XVIII                                           | Montfaucon                                          | 43° 27′ 06″ N, 0° 06′ 59″ E / 43.451607°N,0.116284°E | PA65000008 | Església Notre-Dame · Vegeu més fotos d'aquest monument · Carregueu una nova foto d'aquest monument                                            |
| Porta fortificada adosada al mur de l'església                             | Inv.  |                                                       | Montlion                                            | 43° 15′ 07″ N, 0° 31′ 06″ E / 43.252007°N,0.518224°E | PA00095402 | Porta fortificada adosada al mur de l'església · Carregueu una nova foto d'aquest monument                                                     |
| Antiga Maison de Pélerins, o Casal de Garaison                             | Inv.  | Segles XIV-XV                                         | Montlion                                            | 43° 12′ 25″ N, 0° 30′ 14″ E / 43.206849°N,0.504011°E | PA00095401 | Carregueu una nova foto d'aquest monument |
| Església                                                                   | Inv.  | Segles XV-XVI                                         | Montlion                                            | 43° 15′ 07″ N, 0° 31′ 06″ E / 43.251951°N,0.518345°E | PA00095400 | Església · Vegeu més fotos d'aquest monument · Carregueu una nova foto d'aquest monument                                                       |
| Capella Notre-Dame-de-Garaison i edificis conventuals                      | Cat.  | Segle XVI                                             | Montlion Garaison                                   | 43° 12′ 23″ N, 0° 30′ 09″ E / 43.206458°N,0.502528°E | PA00095399 | Capella Notre-Dame-de-Garaison i edificis conventuals · Carregueu una nova foto d'aquest monument                                              |
| Església Saint-Barthélémy i els seus annexes (torre i capella)             | Cat.  | Segles XII-XIII                                       | Mont                                                | 42° 48′ 58″ N, 0° 25′ 42″ E / 42.816°N,0.4284°E      | PA00095403 | Església Saint-Barthélémy i els seus annexes (torre i capella) · Vegeu més fotos d'aquest monument · Carregueu una nova foto d'aquest monument |
| Calvari del Mont-Arès                                                      | Inv.  | Segle xix                                             | Nestièr                                             | 43° 03′ 40″ N, 0° 28′ 30″ E / 43.06106°N,0.474942°E  | PA00095404 | Calvari del Mont-Arès · Vegeu més fotos d'aquest monument · Carregueu una nova foto d'aquest monument                                          |
| Castell d'Audòs, o de Marguerite de Navarre                                | Inv.  | Segle XIII                                            | Audòs 1 rue des Pyrénées                            | 43° 11′ 48″ N, 0° 03′ 29″ E / 43.196686°N,0.058182°E | PA65000011 | Carregueu una nova foto d'aquest monument |
| Església Saint-Martin                                                      | Cat.  | Segles XIII-XIV                                       | Orda                                                | 42° 57′ 32″ N, 0° 33′ 24″ E / 42.958806°N,0.55675°E  | PA00095405 | Església Saint-Martin · Vegeu més fotos d'aquest monument · Carregueu una nova foto d'aquest monument                                          |
| Església                                                                   | Inv.  | Segle XVII                                            | Ordins e Còth d'Ossan Còth d'Ossan                  | 43° 02′ 55″ N, 0° 01′ 25″ E / 43.048494°N,0.023528°E | PA00095406 | Església · Vegeu més fotos d'aquest monument · Carregueu una nova foto d'aquest monument                                                       |
| Església                                                                   | Inv.  | Segle XIV                                             | Pèirahita e Nestalàs                                | 42° 57′ 40″ N, 0° 04′ 22″ O / 42.961111°N,0.072639°O | PA00095408 | Església · Vegeu més fotos d'aquest monument · Carregueu una nova foto d'aquest monument                                                       |
| Castell de l'Angle                                                         | Inv.  | Segle xix                                             | Posac Serre-Devant                                  | 43° 05′ 17″ N, 0° 08′ 49″ E / 43.088001°N,0.146937°E | PA00095449 | Castell de l'Angle · Vegeu més fotos d'aquest monument · Carregueu una nova foto d'aquest monument                                             |
| Església                                                                   | Cat.  | Segles XVI-XVII                                       | Posac                                               | 43° 05′ 18″ N, 0° 08′ 02″ E / 43.088205°N,0.133796°E | PA00095409 | Església · Vegeu més fotos d'aquest monument · Carregueu una nova foto d'aquest monument                                                       |
| Zona arqueològica de Castetbieilh                                          | Inv.  | Segle XVIII                                           | Sent Leser                                          | 43° 22′ 24″ N, 0° 01′ 44″ E / 43.3733°N,0.0289°E     | PA00095410 | Carregueu una nova foto d'aquest monument |
| Antiga església Sainte-Marie                                               | Inv.  | Segles XII-XVIII                                      | Sent Pastors                                        | 43° 00′ 52″ N, 0° 03′ 33″ O / 43.014362°N,0.059274°O | PA00095411 | Antiga església Sainte-Marie · Vegeu més fotos d'aquest monument · Carregueu una nova foto d'aquest monument                                   |
| Casa                                                                       | Inv.  | Segle XVI-XVII                                        | Sent Pèr de Bigòrra Grande-Rue                      | 43° 06′ 13″ N, 0° 09′ 32″ O / 43.103748°N,0.158835°O | PA00095413 | Casa · Carregueu una nova foto d'aquest monument                                                                                               |
| Casa                                                                       | Inv.  | Segles XV-XVI                                         | Sent Pèr de Bigòrra 28 rue du Général-de-Gaulle     | 43° 06′ 13″ N, 0° 09′ 42″ O / 43.103595°N,0.161775°O | PA65000001 | Casa · Vegeu més fotos d'aquest monument · Carregueu una nova foto d'aquest monument                                                           |
| Antic seminari menor                                                       | Inv.  | Segle xix                                             | Sent Pèr de Bigòrra                                 | 43° 06′ 14″ N, 0° 09′ 37″ O / 43.103909°N,0.160203°O | PA65000013 | Antic seminari menor · Vegeu més fotos d'aquest monument · Carregueu una nova foto d'aquest monument                                           |
| Església Saint-Pierre                                                      | Cat.  | Segles XI-XII                                         | Sent Pèr de Bigòrra                                 | 43° 06′ 10″ N, 0° 09′ 37″ O / 43.1027°N,0.1604°O     | PA00095412 | Església Saint-Pierre · Vegeu més fotos d'aquest monument · Carregueu una nova foto d'aquest monument                                          |
| Casa i granja                                                              | Inv.  | Segles XIII-XVII                                      | Sent Savin Bouits                                   | 42° 58′ 39″ N, 0° 05′ 20″ O / 42.977612°N,0.088872°O | PA00095416 | Carregueu una nova foto d'aquest monument |
| Església i terrasses contigües                                             | Cat.  | Segles XI-XII                                         | Sent Savin                                          | 42° 58′ 53″ N, 0° 05′ 27″ O / 42.981495°N,0.09097°O  | PA00095415 | Església i terrasses contigües · Vegeu més fotos d'aquest monument · Carregueu una nova foto d'aquest monument                                 |
| Capella de Piétat                                                          | Inv.  | Segle XVI                                             | Sent Savin                                          | 42° 58′ 33″ N, 0° 05′ 09″ O / 42.975793°N,0.085743°O | PA00095414 | Capella de Piétat · Vegeu més fotos d'aquest monument · Carregueu una nova foto d'aquest monument                                              |
| Antiga abadia                                                              | Inv.  | Segles XI-XVII                                        | Sent Sever                                          | 43° 21′ 06″ N, 0° 13′ 30″ E / 43.351528°N,0.224944°E | PA00095417 | Antiga abadia · Vegeu més fotos d'aquest monument · Carregueu una nova foto d'aquest monument                                                  |
| Capella Saint-Julien                                                       | Inv.  | Segle XII                                             | Seleishan                                           | 42° 57′ 20″ N, 0° 38′ 04″ E / 42.955639°N,0.634583°E | PA00095418 | Capella Saint-Julien · Vegeu més fotos d'aquest monument · Carregueu una nova foto d'aquest monument                                           |
| Església                                                                   | Inv.  | Segles XI-XII                                         | Samuran                                             | 42° 59′ 14″ N, 0° 35′ 44″ E / 42.987254°N,0.595464°E | PA00135473 | Església · Vegeu més fotos d'aquest monument · Carregueu una nova foto d'aquest monument                                                       |
| Església                                                                   | Inv.  | Segles XV-XVI                                         | Sariac                                              | 43° 18′ 35″ N, 0° 32′ 29″ E / 43.30966°N,0.541498°E  | PA00095419 | Església · Vegeu més fotos d'aquest monument · Carregueu una nova foto d'aquest monument                                                       |
| Església                                                                   | Inv.  | Segle XVIII                                           | Sarniguet                                           | 43° 19′ 10″ N, 0° 05′ 32″ E / 43.319503°N,0.092134°E | PA00095420 | Església · Vegeu més fotos d'aquest monument · Carregueu una nova foto d'aquest monument                                                       |
| Porta de defensa dita Tour de la Prison                                    | Inv.  | Segle XVI                                             | Sarrancolin                                         | 42° 57′ 56″ N, 0° 22′ 41″ E / 42.965548°N,0.378068°E | PA00095422 | Porta de defensa dita Tour de la Prison · Vegeu més fotos d'aquest monument · Carregueu una nova foto d'aquest monument                        |
| Església                                                                   | Inv.  | Segle XII                                             | Sarrancolin                                         | 42° 57′ 58″ N, 0° 22′ 37″ E / 42.966037°N,0.376807°E | PA00095421 | Església · Vegeu més fotos d'aquest monument · Carregueu una nova foto d'aquest monument                                                       |
| Església                                                                   | Inv.  | Segles XIV-XV                                         | Sarriac                                             | 43° 22′ 57″ N, 0° 07′ 50″ E / 43.382371°N,0.130513°E | PA00095423 | Església · Vegeu més fotos d'aquest monument · Carregueu una nova foto d'aquest monument                                                       |
| Església                                                                   | Inv.  | Segle XII                                             | Sers                                                | 42° 53′ 13″ N, 0° 02′ 19″ E / 42.886813°N,0.038576°E | PA00095424 | Església · Vegeu més fotos d'aquest monument · Carregueu una nova foto d'aquest monument                                                       |
| Església                                                                   | Inv.  |                                                       | Soblacausa                                          | 43° 31′ 51″ N, 0° 01′ 09″ O / 43.530777°N,0.01914°O  | PA00095451 | Església · Vegeu més fotos d'aquest monument · Carregueu una nova foto d'aquest monument                                                       |
| Església                                                                   | Inv.  | Segles XII-XVI                                        | Solon                                               | 42° 57′ 24″ N, 0° 04′ 29″ O / 42.956556°N,0.07475°O  | PA00095425 | Església · Vegeu més fotos d'aquest monument · Carregueu una nova foto d'aquest monument                                                       |
| Hospital                                                                   | Inv.  | Segle XVIII                                           | Tarba 2 rue de l'Ayguerote                          | 43° 14′ 04″ N, 0° 04′ 00″ E / 43.234432°N,0.066749°E | PA00095429 | Hospital · Vegeu més fotos d'aquest monument · Carregueu una nova foto d'aquest monument                                                       |
| Maison de la Semi                                                          | Inv.  | Segle xix                                             | Tarba 29 rue Georges-Clemenceau                     | 43° 14′ 01″ N, 0° 04′ 41″ E / 43.233571°N,0.078076°E | PA65000015 | Maison de la Semi · Carregueu una nova foto d'aquest monument                                                                                  |
| Prefectura dels Alts Pirineus                                              | Inv.  | Segle XVIII                                           | Tarba place du Général-Charles-de-Gaulle            | 43° 14′ 00″ N, 0° 04′ 05″ E / 43.233272°N,0.068128°E | PA65000014 | Prefectura dels Alts Pirineus · Vegeu més fotos d'aquest monument · Carregueu una nova foto d'aquest monument                                  |
| Església Sainte-Thérèse o dels Carmes                                      | Inv.  | Segle XV                                              | Tarba place Marcadieu                               | 43° 13′ 55″ N, 0° 04′ 58″ E / 43.231933°N,0.082835°E | PA00095427 | Església Sainte-Thérèse o dels Carmes · Vegeu més fotos d'aquest monument · Carregueu una nova foto d'aquest monument                          |
| Remunta nacional                                                           | Inv.  | Segle xix                                             | Tarba 70 rue du Régiment-de-Bigorre                 | 43° 13′ 45″ N, 0° 04′ 08″ E / 43.229289°N,0.068839°E | PA00095428 | Remunta nacional · Vegeu més fotos d'aquest monument · Carregueu una nova foto d'aquest monument                                               |
| Casa                                                                       | Inv.  |                                                       | Tarba 16 rue de la Victoire                         | 43° 14′ 04″ N, 0° 04′ 15″ E / 43.234411°N,0.070741°E | PA00095431 | Casa · Carregueu una nova foto d'aquest monument                                                                                               |
| Casa natal del mariscal Foch, actualment Musée Foch                        | Cat.  | Segle XVIII                                           | Tarba 2 rue de la Victoire                          | 43° 14′ 03″ N, 0° 04′ 17″ E / 43.234219°N,0.071253°E | PA00095430 | Casa natal del mariscal Foch, actualment Musée Foch · Vegeu més fotos d'aquest monument · Carregueu una nova foto d'aquest monument            |
| Quartier Larrey                                                            | Inv.  | Segle xix                                             | Tarba                                               | 43° 13′ 36″ N, 0° 04′ 21″ E / 43.22674°N,0.072613°E  | PA00132877 | Quartier Larrey · Carregueu una nova foto d'aquest monument                                                                                    |
| Quartier Foix Lescun                                                       | Inv.  | Segle xix                                             | Tarba                                               | 43° 13′ 40″ N, 0° 04′ 02″ E / 43.227647°N,0.0672°E   | PA00132876 | Carregueu una nova foto d'aquest monument |
| Jardí Massey                                                               | Inv.  | Segle XI                                              | Tarba                                               | 43° 14′ 17″ N, 0° 04′ 34″ E / 43.238°N,0.0761°E      | PA00095432 | Jardí Massey · Vegeu més fotos d'aquest monument · Carregueu una nova foto d'aquest monument                                                   |
| Catedral Notre-Dame-de-la-Sède                                             | Cat.  | Segles XI-XII                                         | Tarba                                               | 43° 14′ 02″ N, 0° 04′ 08″ E / 43.233889°N,0.068889°E | PA00095426 | Catedral Notre-Dame-de-la-Sède · Vegeu més fotos d'aquest monument · Carregueu una nova foto d'aquest monument                                 |
| Gruta                                                                      | Cat.  | Prehistòria; paleolític mitjà                         | Tibiran e Jaunac                                    | 43° 03′ 21″ N, 0° 32′ 29″ E / 43.0559°N,0.5413°E     | PA00095433 | Carregueu una nova foto d'aquest monument |
| Túmul funerari La Croix-La Botte i cinc túmuls                             | Inv.  | Edat del ferro; Edat del bronze                       | Telhosa Pradiole-Debat; Estaque d'Avezac            | 43° 05′ 06″ N, 0° 20′ 30″ E / 43.0851°N,0.3416°E     | PA00095434 | Túmul funerari La Croix-La Botte i cinc túmuls · Carregueu una nova foto d'aquest monument                                                     |
| Castell                                                                    | Inv.  | Segle XVIII                                           | Tostac                                              | 43° 19′ 36″ N, 0° 05′ 50″ E / 43.326731°N,0.09732°E  | PA00095435 | Castell · Carregueu una nova foto d'aquest monument                                                                                            |
| Ruïnes del castell                                                         | Inv.  | Segles XI-XII                                         | Tramedaigas                                         | 42° 47′ 50″ N, 0° 17′ 13″ E / 42.797222°N,0.286861°E | PA00095436 | Ruïnes del castell · Vegeu més fotos d'aquest monument · Carregueu una nova foto d'aquest monument                                             |
| Torre quadrada de les antigas fortificacions                               | Inv.  | Segle XIV                                             | Tria de Baïsa                                       | 43° 19′ 14″ N, 0° 22′ 18″ E / 43.320662°N,0.371663°E | PA00095439 | Torre quadrada de les antigas fortificacions · Vegeu més fotos d'aquest monument · Carregueu una nova foto d'aquest monument                   |
| Antiga església dels Carmes                                                | Inv.  | Segle XV                                              | Tria de Baïsa                                       | 43° 19′ 14″ N, 0° 22′ 20″ E / 43.320417°N,0.37225°E  | PA00095438 | Antiga església dels Carmes · Vegeu més fotos d'aquest monument · Carregueu una nova foto d'aquest monument                                    |
| Església                                                                   | Inv.  | Segle XV                                              | Tria de Baïsa                                       | 43° 19′ 13″ N, 0° 22′ 12″ E / 43.320393°N,0.370123°E | PA00095437 | Església · Vegeu més fotos d'aquest monument · Carregueu una nova foto d'aquest monument                                                       |
| Antic Hôtel de Journet                                                     | Inv.  | Segle XVIII                                           | Vic de Bigòrra avenue Jacques-Fourdace              | 43° 23′ 17″ N, 0° 03′ 12″ E / 43.387922°N,0.053443°E | PA00095440 | Carregueu una nova foto d'aquest monument |
| Església i cementiri amb el seu mur de tanca                               | Inv.  | Segles XII-XVIII                                      | Vielar                                              | 42° 52′ 38″ N, 0° 00′ 49″ E / 42.877118°N,0.013575°E | PA00095450 | Església i cementiri amb el seu mur de tanca · Vegeu més fotos d'aquest monument · Carregueu una nova foto d'aquest monument                   |
| Església Saint-Barthélémy                                                  | Cat.  | Segles XI-XII                                         | Vièla d'Aura                                        | 42° 49′ 50″ N, 0° 19′ 32″ E / 42.830472°N,0.325611°E | PA00095442 | Església Saint-Barthélémy · Vegeu més fotos d'aquest monument · Carregueu una nova foto d'aquest monument                                      |
| Capella d'Agos                                                             | Cat.  | Segles XI-XII                                         | Vièla d'Aura                                        | 42° 50′ 35″ N, 0° 20′ 12″ E / 42.843163°N,0.336668°E | PA00095441 | Capella d'Agos · Vegeu més fotos d'aquest monument · Carregueu una nova foto d'aquest monument                                                 |
| Església Saint-Mercurial                                                   | Cat.  | Segles XIII-XIV                                       | Vièla de Loron                                      | 42° 50′ 03″ N, 0° 24′ 11″ E / 42.8341°N,0.403°E      | PA00095444 | Església Saint-Mercurial · Vegeu més fotos d'aquest monument · Carregueu una nova foto d'aquest monument                                       |
| Creu monòlit fixada a l'ampit que voreja el cementiri                      | Cat.  | Segle XVI                                             | Vièla de Loron                                      | 42° 50′ 02″ N, 0° 24′ 12″ E / 42.8338°N,0.4032°E     | PA00095443 | Carregueu una nova foto d'aquest monument |
| Antic priorat de Saint-Orens-en-Lavedan                                    | Inv.  | Segle XI                                              | Vilalonca chemin Isaby                              | 42° 57′ 05″ N, 0° 02′ 05″ O / 42.95142°N,0.034799°O  | PA00095445 | Antic priorat de Saint-Orens-en-Lavedan · Vegeu més fotos d'aquest monument · Carregueu una nova foto d'aquest monument                        |